# كأس ماكاو
كأس ماكاو (بالبرتغالية: Taça de Macau em futebol‏)، هي بطولة وطنية رسمية لكرة القدم في ماكاو، تشارك فيه أندية مرخصة لاتحاد ماكاو لكرة القدم.